# マリア・エリーザベト・フォン・バイエルン
マリア・エリーザベト・フォン・バイエルン（Maria Elisabeth Prinzessin von Bayern, 1914年9月4日 ニンフェンブルク宮殿 - 2011年5月13日 リオデジャネイロ）は、ドイツ・バイエルンの王族、バイエルン王女（Prinzessin von Bayern）。最後のバイエルン王ルートヴィヒ3世の孫娘。全名はマリア・エリーザベト・フランツィスカ・ヨーゼファ・テレーゼ（Maria Elisabeth Franziska Josepha Therese）。ポルトガル語名はマリア・イザベル・ダ・バヴィエラ（Maria Isabel da Baviera）。
バイエルン王子フランツとその妻でクロイ公爵家の公女であったイザベラの間の第2子、長女として生まれた。ドイツ革命後の混乱を避け、祖母マリア・テレジア王妃の所有するハンガリーのシャールヴァール城（Schloss Sárvár）で少女時代を過ごした。両親により家庭教育を受けたほか、芸術や絵画制作を学ぶため美術学校に通った。1937年8月19日にニンフェンブルク宮殿において、ヴァソウラス系ブラジル皇帝家家長ペドロ・エンリケと結婚し、名目上のブラジル皇后となった。夫妻は最初フランスに住んだが、第2次世界大戦後の1945年にブラジルに移住し、1965年よりヴァソウラスに居を構えた。1981年に夫と死別。2011年に死去した。

## 子女
夫との間に12人の子女をもうけた。
- ルイス・ガスタン（1938 - 2022） - ブラジル帝位請求者。
- エウデス（1939 - 2020） - 1966年に継承権放棄、1967年にAna Maria de Moraes Barrosと結婚し1976年に離婚、1976年にMercedes Neves da Rochaと再婚。
- ベルトランド（1941年 - ）
- イザベル・マリア（1944 - 2017）
- ペドロ・デ・アルカンタラ・エンリケ（1945年 - ） - 1974年にMaria de Fátima Lacerda Rochaと結婚、1978年に継承権放棄。
- フェルナンド・ディニス（1948年 - ） - 1975年に継承権放棄、同年にMaria de Graça Baere de Araújoと結婚。
- アントニオ・ジョアン（1950 - 2024） - 1981年、リーニュ公女クリスティーヌと結婚。
- エレオノーラ（1953年 - ） - 1981年、リーニュ公ミシェルと結婚。
- フランシスコ（1955年 - ） - 1980年に継承権放棄、同年にCláudia Godinhoと結婚。
- アルベルト（1957年 - ） - 1982年に継承権放棄、1983年にMaritza Bokelと結婚。
- マリア・テレサ（1959年 - ） - 1995年に継承権放棄、同年にJan Hessel de Jongと結婚。
- マリア・ガブリエラ（1959年 - ） - 2003年に継承権放棄、同年にTheodore Senna de Hungria Machadoと結婚し2005年に離婚。